# Campeonato dos Quatro Continentes de Patinação Artística no Gelo de 2005
O Campeonato dos Quatro Continentes de Patinação Artística no Gelo de 2005 foi a sétima edição do Campeonato dos Quatro Continentes de Patinação Artística no Gelo, um evento anual de patinação artística no gelo organizado pela União Internacional de Patinação (em inglês:  International Skating Union) onde os patinadores artísticos competem pelo título de campeão dos quatro continentes. A competição foi disputada entre os dias 14 de fevereiro e 20 de fevereiro, na cidade de Gangneung, Coreia do Sul.

## Eventos
- Individual masculino
- Individual feminino
- Duplas
- Dança no gelo

## Medalhistas
| Evento                        | Ouro                                             | Prata                                             | Bronze                                            |
| Individual masculino detalhes | Evan Lysacek · Estados Unidos                    | Li Chengjiang · China                             | Daisuke Takahashi · Japão                         |
| Individual feminino detalhes  | Fumie Suguri · Japão                             | Yoshie Onda · Japão                               | Jennifer Kirk · Estados Unidos                    |
| Duplas detalhes               | Zhang Dan · Zhang Hao · China                    | Pang Qing · Tong Jian · China                     | Kathryn Orscher · Garrett Lucash · Estados Unidos |
| Dança no gelo detalhes        | Tanith Belbin · Benjamin Agosto · Estados Unidos | Melissa Gregory · Denis Petukhov · Estados Unidos | Lydia Manon · Ryan O'Meara · Estados Unidos       |

## Resultados

### Individual masculino
| Pos.              | Nome                | Nacionalidade  | Pontos | PC         | PL          |
| ----------------- | ------------------- | -------------- | ------ | ---------- | ----------- |
| Medalha de ouro   | Evan Lysacek        | Estados Unidos | 196.39 | 63.25 (5)  | 133.14 (1)  |
| Medalha de prata  | Li Chengjiang       | China          | 194.09 | 72.10 (1)  | 121.99 (3)  |
| Medalha de bronze | Daisuke Takahashi   | Japão          | 192.29 | 68.46 (3)  | 123.83 (2)  |
| 4                 | Ben Ferreira        | Canadá         | 188.36 | 68.86 (2)  | 119.50 (5)  |
| 5                 | Matthew Savoie      | Estados Unidos | 185.38 | 65.00 (4)  | 120.38 (4)  |
| 6                 | Shawn Sawyer        | Canadá         | 173.15 | 60.77 (6)  | 112.38 (7)  |
| 7                 | Song Lun            | China          | 164.08 | 51.30 (10) | 112.78 (6)  |
| 8                 | Kensuke Nakaniwa    | Japão          | 162.61 | 56.71 (7)  | 105.90 (10) |
| 9                 | Zhang Min           | China          | 162.53 | 54.80 (8)  | 107.73 (8)  |
| 10                | Kazumi Kishimoto    | Japão          | 160.41 | 54.07 (9)  | 106.34 (9)  |
| 11                | Derrick Delmore     | Estados Unidos | 153.38 | 50.86 (11) | 102.52 (11) |
| 12                | Ricky Cockerill     | Nova Zelândia  | 127.02 | 39.25 (14) | 87.77 (12)  |
| 13                | Bradley Santer      | Austrália      | 121.57 | 41.44 (13) | 80.13 (13)  |
| 14                | Gareth Echardt      | África do Sul  | 120.77 | 46.15 (12) | 74.62 (14)  |
| 15                | Sean Carlow         | Austrália      | 111.85 | 39.05 (15) | 72.80 (15)  |
| 16                | Lee Dong-Whun       | Coreia do Sul  | 106.64 | 34.70 (22) | 71.94 (16)  |
| 17                | Stuart Beckingham   | Austrália      | 106.20 | 36.14 (17) | 70.06 (18)  |
| 18                | Humberto Contreras  | México         | 106.06 | 35.48 (18) | 70.58 (17)  |
| 19                | Justin Pietersen    | África do Sul  | 102.50 | 37.91 (16) | 64.59 (20)  |
| 20                | Miguel Angel Moyron | México         | 101.58 | 35.34 (19) | 66.24 (19)  |
| 21                | Tristan Thode       | Nova Zelândia  | 96.85  | 35.00 (21) | 61.85 (21)  |
| 22                | Adrian Alvarado     | México         | 84.32  | 31.77 (23) | 52.55 (23)  |
| 23                | Edward Ka-Yin Chow  | Hong Kong      | 83.10  | 24.19 (24) | 58.91 (22)  |
| WD                | Joel Watson         | Nova Zelândia  | —      | 35.03 (20) | — (WD)      |
| WD                | Fedor Andreev       | Canadá         | —      | — (WD)     |             |

### Individual feminino
| Pos.                                                  | Nome                  | Nacionalidade  | Pontos | PC         | PL         |
| ----------------------------------------------------- | --------------------- | -------------- | ------ | ---------- | ---------- |
| Medalha de ouro                                       | Fumie Suguri          | Japão          | 178.66 | 61.44 (1)  | 117.22 (1) |
| Medalha de prata                                      | Yoshie Onda           | Japão          | 166.80 | 58.02 (2)  | 108.78 (2) |
| Medalha de bronze                                     | Jennifer Kirk         | Estados Unidos | 148.06 | 51.24 (3)  | 96.82 (3)  |
| 4                                                     | Joanne Carter         | Austrália      | 134.09 | 49.63 (4)  | 84.46 (7)  |
| 5                                                     | Lesley Hawker         | Canadá         | 133.20 | 43.98 (10) | 89.22 (5)  |
| 6                                                     | Amber Corwin          | Estados Unidos | 132.36 | 41.97 (11) | 90.39 (4)  |
| 7                                                     | Beatrisa Liang        | Estados Unidos | 130.78 | 47.30 (5)  | 83.48 (8)  |
| 8                                                     | Liu Yan               | China          | 128.50 | 45.91 (8)  | 82.59 (9)  |
| 9                                                     | Miriam Manzano        | Austrália      | 122.72 | 37.64 (16) | 85.08 (6)  |
| 10                                                    | Choi Ji Eun           | Coreia do Sul  | 122.68 | 41.25 (12) | 81.43 (10) |
| 11                                                    | Yukari Nakano         | Japão          | 121.74 | 45.17 (9)  | 76.57 (12) |
| 12                                                    | Fang Dan              | China          | 120.56 | 45.94 (7)  | 74.62 (13) |
| 13                                                    | Vicky Boissonneault   | Canadá         | 119.06 | 46.34 (6)  | 72.72 (14) |
| 14                                                    | Kim Chae-Hwa          | Coreia do Sul  | 117.84 | 40.45 (14) | 77.39 (11) |
| 15                                                    | Hou Na                | China          | 112.26 | 40.77 (13) | 71.49 (15) |
| 16                                                    | Michelle Cantu        | México         | 93.99  | 37.67 (15) | 56.32 (20) |
| 17                                                    | Shin Yea-Ji           | Coreia do Sul  | 91.92  | 31.59 (17) | 60.33 (16) |
| 18                                                    | Shirene Human         | África do Sul  | 88.00  | 29.43 (19) | 58.57 (17) |
| 19                                                    | Diane Chen            | Taipé Chinesa  | 86.02  | 28.40 (21) | 57.62 (18) |
| 20                                                    | Jenna-Anne Buys       | África do Sul  | 82.38  | 25.68 (24) | 56.70 (19) |
| 21                                                    | Sarah-Yvonne Prytula  | Austrália      | 82.16  | 28.77 (20) | 53.39 (21) |
| 22                                                    | Ana Cecilia Cantu     | México         | 81.88  | 30.48 (18) | 51.40 (22) |
| 23                                                    | Gladys Orozco         | México         | 79.03  | 28.16 (22) | 50.87 (23) |
| 24                                                    | Shirley Hsin Hui Tsai | Taipé Chinesa  | 66.28  | 25.70 (23) | 40.58 (24) |
| Não avançaram para a patinação livre / programa longo |                       |                |        |            |            |
| 25                                                    | Nadezhda Paretskaia   | Cazaquistão    | —      | 21.73 (25) |            |

### Duplas
| Pos.              | Nome                              | Nacionalidade  | Pontos | PC        | PL         |
| ----------------- | --------------------------------- | -------------- | ------ | --------- | ---------- |
| Medalha de ouro   | Zhang Dan / Zhang Hao             | China          | 181.61 | 63.67 (1) | 117.94 (1) |
| Medalha de prata  | Pang Qing / Tong Jian             | China          | 177.80 | 62.07 (2) | 115.73 (2) |
| Medalha de bronze | Kathryn Orscher / Garrett Lucash  | Estados Unidos | 153.05 | 56.15 (3) | 96.90 (3)  |
| 4                 | Elizabeth Putnam / Sean Wirtz     | Canadá         | 145.08 | 53.86 (4) | 91.22 (4)  |
| 5                 | Amanda Evora / Mark Ladwig        | Estados Unidos | 133.92 | 44.45 (6) | 89.47 (5)  |
| 6                 | Pascale Bergeron / Robert Davison | Canadá         | 131.98 | 45.78 (5) | 86.20 (6)  |
| 7                 | Brooke Castile / Benjamin Okolski | Estados Unidos | 124.59 | 42.00 (8) | 82.59 (7)  |
| 8                 | Marina Aganina / Artem Knyazev    | Uzbequistão    | 118.51 | 42.16 (7) | 76.35 (8)  |

### Dança no gelo
| Pos.              | Nome                              | Nacionalidade  | Pontos | DC         | DO         | DL         |
| ----------------- | --------------------------------- | -------------- | ------ | ---------- | ---------- | ---------- |
| Medalha de ouro   | Tanith Belbin / Benjamin Agosto   | Estados Unidos | 219.29 | 44.00 (1)  | 65.20 (1)  | 110.09 (1) |
| Medalha de prata  | Melissa Gregory / Denis Petukhov  | Estados Unidos | 183.97 | 38.02 (2)  | 55.10 (2)  | 90.85 (2)  |
| Medalha de bronze | Lydia Manon / Ryan O'Meara        | Estados Unidos | 171.65 | 32.50 (4)  | 53.75 (3)  | 85.40 (3)  |
| 4                 | Nozomi Watanabe / Akiyuki Kido    | Japão          | 166.84 | 32.63 (3)  | 51.52 (4)  | 82.69 (5)  |
| 5                 | Lauren Senft / Leif Gislason      | Canadá         | 160.89 | 30.04 (8)  | 47.49 (6)  | 83.36 (4)  |
| 6                 | Mylène Girard / Bradley Yaeger    | Canadá         | 160.41 | 29.73 (9)  | 48.17 (5)  | 82.51 (6)  |
| 7                 | Martine Patenaude / Pascal Denis  | Canadá         | 151.59 | 31.10 (6)  | 44.91 (8)  | 75.58 (7)  |
| 8                 | Nakako Tsuzuki / Kenji Miyamoto   | Japão          | 150.45 | 31.13 (5)  | 46.09 (7)  | 73.23 (9)  |
| 9                 | Laura Munana / Luke Munana        | México         | 144.39 | 27.85 (11) | 41.57 (10) | 74.97 (8)  |
| 10                | Yang Fang / Gao Chongbo           | China          | 140.88 | 30.93 (7)  | 42.50 (9)  | 67.45 (10) |
| 11                | Yu Xiaoyang / Wang Chen           | China          | 135.63 | 29.47 (10) | 39.44 (11) | 66.72 (11) |
| 12                | Wang Jiayue / Meng Fei            | China          | 125.21 | 27.83 (12) | 35.29 (12) | 62.09 (12) |
| 13                | Olga Akimova / Alexander Shakalov | Uzbequistão    | 117.04 | 23.98 (13) | 32.05 (14) | 61.01 (13) |
| 14                | Natalie Buck / Trent Nelson-Bond  | Austrália      | 111.55 | 23.52 (14) | 32.82 (13) | 55.21 (14) |
| 15                | Kim Hye Min / Kim Min Woo         | Coreia do Sul  | 104.74 | 21.98 (16) | 30.35 (15) | 52.41 (15) |
| 16                | Ashley Duenas / Ramil Sarkulov    | Uzbequistão    | 104.40 | 22.39 (15) | 30.08 (16) | 51.93 (16) |
| 17                | Danika Bourne / Alexander Pavlov  | Austrália      | 100.68 | 20.63 (17) | 28.65 (17) | 51.40 (17) |

## Quadro de medalhas
| Ordem | País           | Medalha de ouro | Medalha de prata | Medalha de bronze |    | Ordem por total |
| ----- | -------------- | --------------- | ---------------- | ----------------- | -- | --------------- |
| 1     | Estados Unidos | 2               | 1                | 3                 | 6  | 1               |
| 2     | China          | 1               | 2                |                   | 3  | 2               |
| 3     | Japão          | 1               | 1                | 1                 | 3  | 2               |
| TOTAL | TOTAL          | 4               | 4                | 4                 | 12 | —               |